# كفر عسكر صفط
قرية كفر عسكر صفط هي إحدى القرى التابعة لمركز إيتاي البارود في محافظة البحيرة في جمهورية مصر العربية. حسب إحصاءات سنة 2006، بلغ إجمالي السكان في كفر عسكر صفط 1294 نسمة، منهم 639 رجل و655 امرأة.